# Dunaszekcső
Dunaszekcső là một thị trấn thuộc hạt Baranya, Hungary. Thị trấn này có diện tích 36,75 km², dân số năm 2010 là 1957 người, mật độ 53 người/km².